# Перово (район на Москва)
Вижте пояснителната страница за други значения на Перово.
Перово е административен район на Източен окръг в Москва.
Наречен е на името на град Перово, съществувал до 1960 г. Разположен е в източната част на Москва, по железопътната линия за Рязан. Сегашният район е само част от някогашния град.
Районът е един от най-големите в Москва. Площта му е 971 хектара. Населението му е 135 000 души (по данни от преброяването през 2002 г.), което го прави дванадесети по население в Москва.